# План дій щодо членства в НАТО

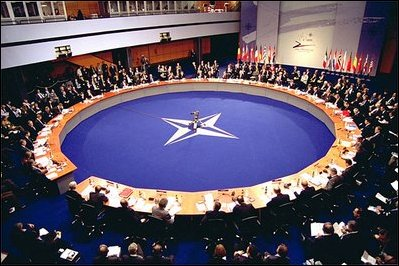
Саміт НАТО 2002 року

План дій що́до чле́нства в НАТО (ПДЧ НАТО) (англ. Membership Action Plan (MAP)) — програма дій для країн-кандидатів у члени організації. Відповідно до статті 10 Північноатлантичного договору, НАТО залишається організацією, відкритою для прийому нових країн. ПДЧ прийнято 24 квітня 1999 року на саміті НАТО у Вашингтоні, США.
План дій щодо членства в НАТО, який реалізовується на основі індивідуального діалогу з країною-кандидаткою, розроблений з метою підтвердити чіткий курс та зобов'язання щодо подальшого розширення НАТО шляхом запровадження програми заходів, спрямованих на сприяння країнам-претендентам у їхній підготовці до можливого майбутнього вступу до НАТО як членів Альянсу.
ПДЧ є програмою для претендентів, де пропонується перелік заходів, з якого вони можуть вибрати саме ті, які, на їхню думку, є найраціональнішими з точки зору сприяння їх підготовці. Кожна країна-претендент наповнює план «своїм» змістом, «своїми» обставинами, тими чи іншими діями, котрі необхідно здійснити. Активна участь в механізмах програми «Партнерство заради миру» (ПЗМ) та Ради євроатлантичного партнерства (РЄАП) залишається суттєво важливою для країн-претендентів, які бажають далі поглибити своє військово-політичне залучення до діяльності Альянсу.
Будь-яке рішення щодо запрошення країни-претендента розпочати з Альянсом переговори щодо приєднання до НАТО буде ухвалюватись у кожному конкретному випадку країнами-членами НАТО згідно з параграфом 8 Декларації Мадридського (1997 р.) саміту та Декларацією Вашингтонського саміту. Участь у Плані дій щодо членства в НАТО, що має відбуватися на основі самодиференціації, не означає існування ані будь-якого масового розкладу щодо прийняття таких рішень, ані будь-якої гарантії членства. Цю програму не можна вважати переліком критеріїв для набуття членства.

## Історія

Члени і партнери НАТО в Європі
Члени НАТО
План дій щодо членства
Індивідуальний партнерський план
Партнерство заради миру

ПДЧ було розпочато у квітні 1999 р. на саміті Альянсу у Вашингтоні, щоб допомогти країнам, які прагнуть до членства в НАТО, у підготовці. Процес значною мірою спирався на досвід, накопичений під час процесу вступу Чехії, Угорщини та Польщі, які стали членами першого раунду розширення Альянсу після холодної війни 1999 року.
Боснія і Герцеговина — єдина країна з Планом дій щодо членства, яка разом із Грузією була названа НАТО «країнами-претендентами» на засіданні Північноатлантичної ради 7 грудня 2011 року. Україна була визнана країною-претендентом після української революції 2014 року. Участь у ПДЧ допомогла підготувати до членства сім країн, які приєднались до НАТО у другому раунді розширення після холодної війни 2004 року (Болгарія, Естонія, Латвія, Литва, Румунія, Словаччина та Словенія), а також Албанію та Хорватію, які приєднались у квітні 2009. Чорногорія, яка приєдналася до ПДЧ у грудні 2009 р., стала членом Альянсу в червні 2017 р. Республіка Північна Македонія, яка брала участь у ПДЧ з 1999 р., приєдналася до НАТО в березні 2020 р.
Нині[коли?] Боснія і Герцеговина, запрошена 2010 року, бере участь у ПДЧ. Тоді міністри закордонних справ країн Альянсу закликали владу Боснії та Герцеговини вирішити ключове питання щодо реєстрації нерухомого оборонного майна державі. На своєму засіданні у грудні 2018 року міністри закордонних справ вирішили, що НАТО готова прийняти подання першої Щорічної національної програми Боснії та Герцеговини згідно з ПДЧ. Реєстрація нерухомого оборонного майна в державі залишається важливою.

## Держави ПДЧ

Країни-члени НАТО
Країни у процесі приєднання
Країни, яким пообіцяли запрошення
Членство не є ціллю
Країни не оголошували свої наміри щодо членства

| Країни-члени НАТО Країни у процесі приєднання Країни, яким пообіцяли запрошення | Членство не є ціллю Країни не оголошували свої наміри щодо членства |

### Учасники Плану дій щодо членства в НАТО
На сьогодні країнами, що приєдналися до виконання плану дій щодо членства, є:
| Країна               | Партнерство заради миру | Індивідуальний план з партнерства | Прискорений діалог | План дій щодо членства |
| -------------------- | ----------------------- | --------------------------------- | ------------------ | ---------------------- |
| Боснія і Герцеговина | Грудень 2006            | Вересень 2008                     | Квітень 2008       | Грудень 2018           |

#### Боснія і Герцеговина
Боснія і Герцеговина приєдналася до програми «Партнерство заради миру» 2006 року та підписали угоду про співпрацю у галузі безпеки в березні 2007 року.
Боснія і Герцеговина розпочала подальшу співпрацю з НАТО в рамках їхнього Індивідуального плану дій щодо партнерства в січні 2008 року. Потім країна розпочала процес Інтенсифікованого діалогу на саміті в Бухаресті 2008 року. Цю країну запросили приєднатися до Адріатичної хартії кандидатів у НАТО у вересні 2008 року.
Федерація Боснії та Герцеговини в складі Боснії та Герцеговини висловила готовність вступити до НАТО, однак вона стикається з постійним політичним тиском з боку Республіки Сербської, іншого політичного утворення в країні, поряд зі своїми партнерами в Росії. 2 жовтня 2009 року боснійський член Президентства Харіс Сілайджіч оголосив офіційну заявку на План дій щодо членства. 22 квітня 2010 р. НАТО погодилося розпочати План дій щодо членства в Боснії та Герцеговині, але з певними умовами. Вважається, що Туреччина є найбільшим прихильником членства в Боснії та значно вплинула на рішення.
Однак умови ПДЧ передбачали, що жодна Щорічна національна програма не може бути розпочата, допоки 63 військові об'єкти не будуть передані з політичних підрозділів Боснії центральному уряду, що є однією з умов закриття УВП. Керівництво Республіки Сербської виступило проти цієї передачі, мотивуючи це втратою автономії. Усе рухоме майно, включно з всією зброєю та іншим армійським спорядженням, повністю зареєстроване як власність країни, починаючи з 1 січня 2006 року. У рішенні Конституційного суду Боснії та Герцеговини від 6 серпня 2017 року йдеться, що спірний військовий об'єкт у Хан-Пієсаку може бути зареєстрований як власність Боснії та Герцеговини. Очікується, що це стане прецедентом для всіх інших подібних об'єктів, і, отже, може стати остаточним фактором, який дозволить активувати ПДЧ для Боснії. Попри те, що все нерухоме майно не повністю зареєстроване, НАТО схвалило активацію Плану дій щодо членства в Боснії та Герцеговині та закликало Боснію подати Річну національну програму 5 грудня 2018 року.
Опитування, проведене в серпні 2010 року, показало, що 70 % громадян підтримують членство в НАТО, але результати у двох суб'єктах, що входять до системи, дуже різнились. Хоча 90 відсотків Федерації Боснії та Герцеговини підтримали членство в НАТО, лише 33 відсотки в Республіці Сербській підтримали.
Шанси на вступ до НАТО в Боснії можуть залежати від ставлення Сербії до альянсу, оскільки керівництво Республіки Сербської може не бажати йти проти сербських інтересів. У жовтні 2017 року Національна асамблея Республіки Сербської прийняла необов'язкову резолюцію проти членства Боснії та Герцеговини в НАТО.

### Мають намір приєднатися до Плану дій щодо членства в НАТО
На саміті в Бухаресті 2008 року члени НАТО пообіцяли, що Грузія та Україна приєднаються до організації.
| Країна  | Партнерство заради миру | Індивідуальний план з партнерства | Прискорений діалог | План дій щодо членства |
| ------- | ----------------------- | --------------------------------- | ------------------ | ---------------------- |
| Грузія  | Березень 1994           | Жовтень 2004                      | Вересень 2006      | В процесі отримання    |
| Україна | Лютий 1994              | Листопад 2002                     | Квітень 2005       | Приєднання без ПДЧ     |

#### Грузія
Грузія висловлює бажання долучитися до програми. Після необов'язкового референдуму 2008 року 73 відсотки виборців підтримали вступ до НАТО. У травні 2013 року прем'єр-міністр Грузії Бідзіна Іванішвілі заявив, що його метою було отримати від НАТО План дій щодо членства (ПДЧ) для своєї країни в 2014 році. У червні 2014 року дипломати НАТО припустили, що хоча ПДЧ є малоймовірним, «пакет „посилення співпраці“ угоди буде можливим компромісом». Андерс Фог Расмуссен підтвердив, що це може включати нарощування військового потенціалу та підготовку збройних сил.
У вересні 2019 року міністр закордонних справ Росії Сергій Лавров заявив, що «наближення НАТО до наших кордонів є загрозою для Росії». Він цитував слова, що якщо НАТО прийме членство Грузії зі статтею про колективну оборону, яка охоплює лише територію, керовану Тбілісі (тобто, за винятком грузинських територій Абхазії та Південної Осетії, обидві з яких зараз є невизнаною республікою, що відокремлюється, за підтримки Росії) «ми не почнемо війни, але така поведінка підірве наші відносини з НАТО і з країнами, які прагнуть вступити в альянс».
29 вересня 2020 року Генеральний секретар НАТО Єнс Столтенберг закликав Грузію використовувати всі можливості для наближення до Альянсу та прискорення підготовки до членства. Столтенберг наголосив, що на початку цього року члени Альянсу домовились про подальше зміцнення партнерства між НАТО та Грузією. За його словами, НАТО вітає прогрес, досягнутий Грузією у проведенні реформ, модернізації збройних сил та зміцненні демократії. Варто зазначити, що до цього часу заклики Грузії до членства у таких формулюваннях не фігурували в риториці Генерального секретаря Альянсу. Водночас НАТО визнає прагнення Грузії до членства в Альянсі, як у випадку з Україною.
У кінці листопада 2020 року стало відомо, що саміт НАТО в 2021 році розгляне питання повернення до «політики відкритих дверей», у тому числі, питання надання Грузії Плану дій щодо членства (ПДЧ).

#### Україна
У березні 2008 року за президентства Віктора Ющенка та прем'єр-міністра Юлії Тимошенко Україна надіслала офіційний лист-заявку на План дій щодо членства (ПДЧ), що є першим кроком до вступу до НАТО. Однак ці лідери гарантували свою опозицію щодо того, що членство в будь-якому військовому союзі не пройде без громадського схвалення на референдумі. Ця ідея отримала підтримку з боку низки лідерів НАТО, особливо з країн Центральної та Східної Європи. Російські лідери, такі як прем'єр-міністр та новообраний президент Дмитро Медведєв, чітко заявили про свою протидію членству в Україні, і до початку саміту в Бухаресті у квітні 2008 року їхній емісар активно лобіював проти українського ПДЧ. Після певних дебатів між членами саміту Генеральний секретар НАТО Яап де Хооп Схеффер заявив на пресконференції, що Україна разом із Грузією коли-небудь приєднається до НАТО, але жодна з них не почне План дій щодо членства. На цьому саміті президент Росії Володимир Путін у своїй останній міжнародній промові перед зміною роботи з Медведєвим перерахував свої скарги на НАТО і назвав членство України «прямою загрозою» для своєї країни.
2008 року керівництво України направило Брюсселю лист про включення України в програму, але в 2010 році президент України Віктор Янукович ліквідував міжвідомчу комісію з підготовки країни до членства в НАТО та Національний центр євроатлантичної інтеграції. 8 червня 2017 року Рада проголосила мету України щодо НАТО. У липні 2017 року Петро Порошенко заявив, що буде домагатися початку переговорів щодо плану дій щодо членства з НАТО.
У березні 2018 року НАТО визнало Україну країною-аспірантом НАТО. 20 вересня 2018 року український парламент затвердив поправки до конституцій, які закріпили євроатлантичний і європейський курс України.
12 червня 2020 року Україна стала членом Програми розширених можливостей НАТО. 8 жовтня 2020 року під час зустрічі з прем'єр-міністром Борисом Джонсоном у Лондоні президент Володимир Зеленський заявив, що Україні потрібен План дій щодо членства в НАТО, оскільки членство в НАТО сприятиме безпеці та обороні України. 1 грудня 2020 року Міністр оборони України Андрій Таран заявив, що Україна чітко окреслює свої амбіції отримати План дій щодо членства в НАТО і сподівається на всебічну політико-військову підтримку щодо ухвалення такого рішення на наступному Саміті Альянсу у 2021 році. Звертаючись до послів та військових аташе держав-членів НАТО, а також представників офісу НАТО в Україні закликали проінформувати їхні столиці, що Україна сподіватиметься на їхню всебічну політико-військову підтримку щодо прийняття такого рішення на наступному Саміті НАТО у 2021 році. Це повинно стати практичним кроком та демонстрацією відданості рішенням Бухарестського саміту 2008 року.
9 лютого 2021 року прем'єр-міністр України Денис Шмигаль заявив, що розраховує, що Україна зможе отримати план дій щодо членства у НАТО одночасно з Грузією. У відповідь, генеральний секретар Альянсу Єнс Столтенберг під час візиту прем'єра Шмигаля до Брюсселя підтвердив, що Україна є кандидатом на вступ до членства в НАТО.
7 квітня 2021 року, після початку нарощування російських військ біля українського кордону, очільник литовського Міністерства закордонних справ Ґабріелюс Ландсберґіс на пресконференції з іспанською колегою Аранчою Гонсалес Лая заявив, що Литва має намір запропонувати своїм союзникам із НАТО надати Україні план дій щодо членства (ПДЧ):
|  | Найближчим часом ми повинні знову звернутися до колег з листом, щоб розглянути можливість надання ПДЧ Україні. Я переконаний, і ми вже почали обговорювати це питання з нашими колегами з країн Балтії, що НАТО могло б повторити свою пропозицію про надання Україні плану членства. Цей крок стане "сильним сигналом для Росії", зокрема про те, що трансатлантичний напрямок, який обрала для себе Україна, цінується і має підтримку в країнах НАТО. |

Зі свого боку міністр закордонних справ Іспанії, попри те, що Україна не є членом Альянсу, заявила, що відносини союзників із нею вже «плідні, корисні і є символом бачення мирного сусідства НАТО». Вона також додала, що питання України необхідно обговорити на саміті Північноатлантичного альянсу, який запланований на червень цього року.
Слідом за своїм литовським колегою, міністр закордонних справ Латвії Едгар Рінкевичс заявив, що НАТО слід надати Україні план дій щодо членства:
|  | Ми уважно спостерігаємо, як Росія стягує війська до кордонів України. Наразі достеменно не зрозуміло, що це: демонстрація сили чи реальна агресія. Але є всі підстави для занепокоєння... Україна вже протягом 15 років намагається приєднатися до НАТО шляхом отримання Плану Дій для Членства. Мабуть, вже таки час надати цей План Україні. Це буде як мінімум сигналом від нас [НАТО], що українці не залишаться без підтримки. Я однозначно підтримаю таке рішення... |

10 квітня 2021 року міністр оборони України Андрій Таран заявив, що першочерговим пріоритетом українського політичного керівництва є отримання Плану дії щодо членства (ПДЧ) в Північноатлантичному альянсі в 2021 році. На думку очільника українського міністерства оборони, найбільш переконливим і дієвим механізмом донесення до Москви позиції міжнародної спільноти є «прискорення виконання рішення Бухарестського саміту НАТО 2008 року щодо нашого членства в Альянсі».
Американський сенатор-демократ Кріс Мерфі на брифінгу у Києві за підсумками зустрічі з президентом України Володимиром Зеленським у травні 2021 року заявив, що надання Україні ПДЧ буде наступним логічним кроком щодо членства в НАТО. Він наголосив, що Україна вже зробила декілька реформ, необхідних для того, щоб стати членом НАТО, а також здійснюватиме додаткові реформи. Також він зазначив, якби Україна і Грузія отримали ПДЧ 2008 року, конфлікту із Росією узагалі не було б:
|  | Я розумію стурбованість НАТО перспективою інтегруватися з країною, де є конфлікт, що триває. Але, відверто кажучи, якби Україна та Грузія отримали ПДЧ у 2008 році, не думаю, що конфлікт узагалі був би. |

Окремо президент України Володимир Зеленський назвав однією потенційною загрозою, яка може посилити позиції РФ у Європі ненадання Україні чіткого сигналу та конкретних термінів стосовно отримання Плану дій щодо членства в НАТО, проєкт «Північний потік-2».
14 червня 2021 року лідери НАТО в комюніке за підсумками саміту оголосили, що Україна отримає членство через ПДЧ:
|  | Ми підтверджуємо рішення, ухвалене у 2008 році на Бухарестському саміті НАТО, про те, що Україна стане членом Альянсу і при цьому План дій щодо членства (ПДЧ) буде невід’ємною частиною цього процесу. |

Щодо Грузії такі формулювання звучать з 2018 року, щодо України — вперше.
4 квітня 2023 року глава МЗС України Дмитро Кулеба заявив, що питання надання Україні Плану дій щодо членства в НАТО більше не стоїть на порядку денному: 
|  | Питання ПДЧ зняте з порядку денного, тому що ми подали заявку. |

Таку заяву він зробив після засідання Комісії Україна-НАТО в Брюсселі, яке відбулося цього дня. Кулеба також наголосив, що на саміті НАТО у Вільнюсі Україна однозначно очікує на формалізовані рішення: «Це мають бути рішення, які наближають членство України в НАТО. Ми не шукаємо рішення, які лише констатують стан відносин. Повторення вчергове, що двері НАТО залишаються відкритими — цього буде недостатньо», — сказав він.
11 липня 2023 року, саміт НАТО у Вільнюсі ухвалив рішення щодо України, як країни яка стане членом Альянсу без ПДЧ.

## Впровадження Плану дій щодо членства в НАТО
План дій щодо членства в НАТО, який є фактичним проявом політики відкритих дверей, складається з п'яти розділів, а саме:
- I. Політичні та економічні питання
- II. Оборона / Військові питання
- III. Питання ресурсів
- IV. Питання безпеки
- V. Правові питання

У кожному з цих розділів ПДЧ визначено питання, які можуть бути предметом обговорення (список не є вичерпним), та висвітлюються механізми, за допомогою яких можна якнайкраще здійснювати підготовку до можливого отримання членства. Перелік питань, визначених для обговорення, не являє собою набір критеріїв для отримання членства; цей перелік розрахований на те, щоб охопити всі ті проблеми, які визначать для себе самі країни-претенденти як питання, котрі вони бажають розглянути.
Від кожної країни-претендента вимагатиметься розробити річну національну програму підготовчої діяльності до можливого майбутнього членства з визначенням завдань та цілей підготовки і де б містилася конкретна інформація щодо заходів, які вживаються, відповідальних за це органів, а там, де це доцільно, також графік роботи щодо конкретних аспектів такої підготовки. Країни-претенденти, коли вважатимуть за потрібне, зможуть модернізувати цю програму. Програма формуватиме основу, з допомогою якої з боку Альянсу можна буде простежити прогрес, досягнутий країнами-претендентами та для забезпечення зворотного зв'язку.
Зустрічі відбуватимуться за формулою 19+1 в Північноатлантичній раді та в інших органах, а також, якщо це буде доцільно, в рамках Групи НАТО з питань міжнародного персоналу та військових повноважних представників НАТО.
Зворотний зв'язок та поради з питань Плану дій щодо членства в НАТО буде забезпечено за допомогою механізмів, в основі яких лежатимуть формули, що діють нині для країн-партнерів, а саме: зустрічі за формулою 19+1 та семінари в рамках Групи НАТО. Ці семінари проводитимуться, коли доцільно, з метою обговорення окремих питань з Плану дій щодо членства в НАТО.
Групу НАТО, як завжди, очолюватиме помічник Генерального секретаря, помічник директора міжнародного військового штабу, начальник управління або його представник. Група НАТО працюватиме в тісному контакті з відповідними органами НАТО стосовно надання порад країнам-претендентам. З плином часу та в міру набуття досвіду будуть відпрацьовані належні процедури. Країни-претенденти мають подавати письмові заяви на проведення семінарів помічнику Генерального секретаря (або його особистому помічнику), який нестиме відповідальність за впровадження ПДЧ та за розробку календарного плану зустрічей під загальним керівництвом та за координацією Політичного комітету високого рівня (або в його розширеному складі).
Щороку Альянс готуватиме звіт для окремих країн-претендентів, що надаватиме зворотний зв'язок, де увагу буде зосереджено на зрушеннях, досягнутих у сферах, охоплених щорічними національними програмами країн-претендентів. Цей документ стане основою обговорення на зустрічі Північноатлантичної ради з країною-претендентом. За допомогою цього звіту можна буде визначити сфери подальшої діяльності, проте питання стосовно того, чи брати на себе зобов'язання щодо подальшої діяльності, залишатиметься на розсуд самої країни-претендента.

### Політичні та економічні питання
Країнам-претендентам буде запропонована можливість обговорити та обґрунтувати своє бажання і спроможність взяти на себе зобов'язання згідно з Вашингтонським договором (1949 року) та відповідними положеннями дослідження з питання про розширення НАТО. Майбутні члени мають відповідати базовим принципам, викладеним у Вашингтонському договорі, таким як демократія, свобода особи та іншим відповідним положенням, викладеним у преамбулі до Вашингтонського договору.
Від країн-претендентів також очікується, що вони будуть:
- а) вирішувати міжнародні суперечки мирним шляхом;
- б) демонструвати відданість принципам верховенства закону та прав людини;
- в) вирішувати мирним шляхом міжетнічні конфлікти та зовнішні територіальні суперечки, зокрема й претензії стосовно невоз'єднаних земель та спірні питання внутрішньої юрисдикції, відповідно до принципів ОБСЄ та з метою прагнення до встановлення добросусідських відносин;
- г) встановити належний демократичний та цивільний контроль над своїми збройними силами;
- ґ) утримуватися від загрози застосування сили чи, власне, її застосування будь-яким чином, що не відповідає цілям ООН;
- д) сприяти розвитку мирних та дружніх міжнародних відносин шляхом зміцнення своїх вільних інституцій та завдяки сприянню зміцненню стабільності й добробут;
- е) надавати далі цілковиту підтримку та брати участь у роботі Ради євроатлантичного партнерства і в програмі «Партнерство заради миру»;
- є) демонструвати відданість справі зміцнення стабільності та благополуччя через дотримання принципів економічної свободи, соціальної справедливості та відповідальності за охорону довкілля.

Крім того, від країн-претендентів очікується, що після приєднання вони:
- а) поєднуватимуть свої зусилля для колективної оборони та для збереження миру й безпеки;
- б) підтримуватимуть ефективність Альянсу шляхом розподілу обов'язків, витрат і прибутків;
- в) візьмуть на себе зобов'язання сумлінно докладати зусиль для досягнення консенсусу з усіх питань;
- г) візьмуть на себе зобов'язання брати активну участь у консультативному процесі Альянсу та в процесі прийняття рішень з політичних питань і питань безпеки, що стосуються Альянсу;
- ґ) візьмуть на себе зобов'язання зберігати відкритість Альянсу відповідно до Вашингтонського договору та декларацій Мадридського і Вашингтонського самітів.

Очікується, що країни-претенденти опишуть, яким чином відбуваються зміни в їх політиці та на практиці та наскільки ці зміни відображають вищенаведені міркування (в пунктах 1,2), а також викладуть свої погляди та підтвердять свою готовність і спроможність дотримуватися всіх інших положень, що є результатом набутого НАТО досвіду, зокрема Стратегічної концепції, розвитку власне Європейської системи безпеки й оборони в рамках Альянсу, Основоположного акту Росія — НАТО та Хартії Україна — НАТО.
Очікується, що країни-претенденти щорічно надаватимуть інформацію про стан своєї економіки, зокрема головні макроекономічні та бюджетні дані, а також відповідні результати розвитку економічної політики.
Країнам-претендентам буде запропоновано подати письмовий виклад своїх міркувань до Групи НАТО, який потім буде передано безпосередньо країнам-членам НАТО для надання ними своїх коментарів. Після належних консультацій в межах Альянсу Група НАТО скликає нараду для обговорення наданого матеріалу та відповідних політичних питань. Такі збори мають проводитися щорічно; за взаємною домовленістю можна скликати додаткові збори.
Щороку будуть проводитися засідання Політичного комітету високого рівня (в розширеному складі) для забезпечення безпосереднього зворотного зв'язку між країнами — членами НАТО та країнами-претендентами в індивідуальному порядку.

### Оборонні та військові питання
Спроможність країн-претендентів робити свій внесок військового характеру в колективну оборону та у виконання нових завдань, що постають перед Альянсом, а також їх готовність взяти на себе зобов'язання щодо поступового удосконалення своєї обороноздатності становитимуть ті чинники, що враховуватимуться при визначенні їх придатності для членства в НАТО. Широкомасштабна участь в оперативних заходах програми «Партнерство заради миру» є істотною складовою цього процесу, оскільки це дасть змогу далі поглибити політичні та військові зв'язки країн-претендентів з Альянсом, сприяючи їх підготовці до участі в усіх видах нових місій. Нові члени Альянсу мають бути готовими до розподілу функцій, ризиків, обов'язків, вигод та витрат, пов'язаних з колективною безпекою та колективною обороною. Слід передбачити їх приєднання до стратегії Альянсу згідно з положеннями, викладеними в Стратегічній концепції та в інших заявах країн-членів на рівні міністрів.
Після приєднання країн-претендентів до НАТО передбачається, що вони:
- а) погодяться з підходом до питань безпеки, окресленим в Стратегічній концепції;
- б) виділять збройні сили та ресурси для забезпечення колективної оборони та виконання інших місій Альянсу;
- в) будуть належним чином брати участь у військовій структурі;
- г) будуть належним чином брати участь у плануванні колективної оборони Альянсу;
- ґ) будуть належним чином брати участь у роботі установ НАТО;
- д) надаватимуть і надалі цілковиту підтримку програмі «Партнерство заради миру» та розвитку співробітництва з країнами-партнерами, що не є членами НАТО;
- е) прагнутимуть здійснення стандартизації та досягнення оперативної сумісності.

Наступні заходи розроблені з метою надання допомоги країнам-претендентам у розвитку боєздатності їхніх збройних сил, зокрема шляхом посилення їхньої оперативної сумісності, з метою забезпечення їхньої спроможності сприяти ефективності Альянсу і таким чином демонструвати свою придатність для майбутнього членства. По можливості ці заходи розроблено на вже існуючих ініціативах.
- а) Згідно з існуючими процедурами ПЗМ, країни-претенденти зможуть робити запити на розробку пристосованих до їх потреб Індивідуальних програм партнерства для того, щоб краще зосередити свою участь в ПЗМ саме на суттєво важливих питаннях стосовно членства у НАТО. В рамках кожної Індивідуальної програми партнерства будуть виділені, як суттєво важливі для країн-претендентів, окремі напрямки загального характеру, і країнам-претендентам буде запропоновано надати належної пріоритетності саме цим напрямкам співробітництва.
- б) Проводитимуться щорічні зустрічі за участю країн-претендентів у «Кліринговій палаті» за формулою 19+1 (Довідково: за кількістю членів у 1999 році; зараз це 32+1) з метою сприяння координації двосторонньої та багатосторонньої допомоги та досягнення максимальної взаємної ефективності, щоб якнайкраще допомогти цим країнам в підготовці до майбутнього членства.
- в) У межах загальної структури розширеного та адаптованого Процесу планування та огляду сил та відповідно до процедур цього процесу планування контрольних показників щодо конкретних напрямів стосовно безпосередньо тих країн, котрі готують свої військові структури та ресурси до можливого майбутнього членства в Альянсі, здійснюватиметься разом з країнами-претендентами. Країни-претенденти проходитимуть також процес аналітичної перевірки стосовно просування до запланованих показників.
- г) Ці заплановані показники будуть встановлюватися на основі консультацій кожної країни-претендента з НАТО і можуть застосовуватися до будь-якої складової їх збройних сил, а не лише виключно до тих сил, що заявлені для участі в програмі «Партнерство заради миру».
- ґ) Міністерські директиви в межах Процесу аналізу і планування (PARP) охоплюватимуть ті підходи та конкретні заходи, до яких можуть вдаватися країни-претенденти в контексті Плану дій щодо членства в НАТО, щоб підготувати свої збройні сили до можливого майбутнього членства в НАТО.
- д) Для того, щоб країни-претенденти мали змогу отримати більше інформації та даних з широкого кола питань, як наприклад, стосовно загальної політики в галузі оборони, ресурсів, поточних чи запланованих витрат на оборону, вони зможуть скористатися оглядовим звітом, що готуватиметься в рамках Процесу планування та огляду сил.
- е) Свідченням прозорості цих дій є те, що відповідно до положень Процесу планування та огляду сил країни-претенденти будуть заохочуватися до поширення своїх власних документів, присвячених процесу планування та огляду сил серед інших країн-претендентів на членство в НАТО, на додаток до розповсюдження цих документів у країнах-членах НАТО. Крім того, країни-партнери будуть також заохочуватись до того, щоб запрошувати, зокрема, інших претендентів на членство в НАТО до участі в процедурі аналітичного обговорення з приводу здійснення запланованих цілей.
- є) Країни — претенденти будуть запрошуватися до спостережень та участі на окремих, чітко визначених етапах військових навчань, що проводитимуться виключно за участю сил НАТО, коли Північноатлантична рада прийме рішення зробити такі навчання відкритими відповідно донині діючих процедур. При визначенні пріоритету буде, передусім, братися до уваги міркування щодо забезпечення ефективності таких навчань.
- ж) Будь-які подальші засоби оцінки НАТО збройних сил країн-партнерів при проведенні під проводом НАТО операцій з підтримки миру та при визначенні результативності участі країн-партнерів під час навчань та операцій в рамках НАТО/ПЗМ будуть також використані для оцінювання ступеня оперативної сумісності та для визначення діапазону боєздатності збройних сил країн-претендентів. Якщо такі засоби оцінки будуть поширені й на ті збройні сили, які не залучені до операцій з підтримки миру, то ці засоби будуть також використані для надання допомоги цим країнам-претендентам.
- з) Доцільним може стати застосування моделюючих технологій для військових навчань та відпрацювання процедур.

### Питання коштів
Очікується, що нові члени Альянсу виділять достатню суму бюджетних коштів на те, щоб бути в змозі виконати всі ті зобов'язання, які випливають із можливого членства. Через національні програми в країнах-претендентах мають бути створені необхідні структури з питань планування та виконання таких оборонних бюджетів, які відповідали б визначеним пріоритетам у сфері оборони та передбачали б відповідні схеми навчання для ознайомлення персоналу з існуючими в НАТО практикою та процедурами з метою підготовки до можливої в майбутньому участі в роботі структур Альянсу.
Після приєднання країн-претендентів очікується, що вони:
- а) виділять достатньо бюджетних коштів на виконання зобов'язань, що стоять перед Альянсом;
- б) створять національні структури, що вирішуватимуть питання щодо таких бюджетних коштів;
- в) братимуть участь у заходах Альянсу на умовах спільного фінансування згідно з погодженими частками витрат;
- г) братимуть участь у роботі структур Альянсу (постійне представництво в штаб-квартирі НАТО; військове представництво в структурі командування НАТО; належна участь в роботі установ НАТО).

Через існуючі механізми, зокрема й через ті, що діють в рамках ПЗМ, через можливі стажування та навчальні курси, через робочі семінари за участю Групи НАТО на прохання країн-претендентів їм буде надано:
- а) поради стосовно розвитку їх національних структур, процедур та механізмів для розв'язання вищенаведених проблем та забезпечення умов для якомога ефективнішого використання видатків на оборону;
- б) допомогу з питань підготовки персоналу, необхідного для комплектування цих структур та для роботи в НАТО і з його установами.

### Питання безпеки
Від країн-претендентів очікується, що вони після приєднання запровадять достатні засоби безпеки та процедури для гарантування захисту найбільш засекреченої інформації відповідно до положень політики НАТО з питань безпеки інформації.
На прохання країн-претендентів можуть проводитися відповідні курси з питань безпеки персоналу, фізичної безпеки, захисту документів, промислових таємниць та системи ІНФОСЕК (INFOSEC). Гарантується можливість розробки індивідуальних програм для країн-претендентів. Комітет з питань безпеки та спеціальні комітети НАТО можуть висловлювати свої побажання зустрітися з претендентами будь-коли, якщо вони вважатимуть це за необхідне чи корисне.

### Правові питання
Для забезпечення виконання зобов'язань стосовно членства в НАТО країни-претенденти мають ознайомитися з належними правовими механізмами та угодами, якими керується НАТО для забезпечення співробітництва в своїй структурі. Це має надати країнам-претендентам можливість ретельно проаналізувати своє внутрішнє законодавство щодо його сумісності з нормативними положеннями НАТО. Крім того, країни-претенденти мають бути належним чином поінформовані про формальний юридичний процес, що передує членству.
- а) По завершенні належних процедур нові члени приєднуються до:
  - Північноатлантичного договору[39].
- б) Отримавши запрошення, нові члени мають приєднатися до:
  - (і) Угоди, укладеної сторонами Північноатлантичного договору стосовно статусу збройних сил[40]
  - (іі) Протоколу про статус Міжнародного військового штабу, створеного згідно з Північноатлантичним договором[41]
- в) Очікується, що нові члени приєднаються до таких угод:
  - (і) Угода про статус НАТО, національних представників та Міжнародного штабу[42];
  - (іі) Угода про статус місій та представників третіх країн в НАТО[43].
- г) Очікується, що нові члени приєднаються до таких технічних угод:
  - (і) Угода між сторонами Північноатлантичного договору щодо захисту інформації[44];
  - (іі) Угода про взаємне забезпечення таємності винаходів, пов'язаних з обороною і на які були подані заявки на патентування[45];
  - (ііі) Угода НАТО про передачу технічної інформації в цілях оборони[46].
- ґ) Щоб уможливити у перспективі доступ до інформації системи АТОМАЛ (ATOMAL), має бути передбачено, що нові члени приєднаються до:
  - (і) Угоди про співробітництво стосовно інформації з питань атомної енергії[47];
  - (іі) Адміністративних механізмів реалізації угоди[48].
- д) Внутрішнє законодавство країн-претендентів має бути якомога суміснішим з усіма іншими механізмами та з практикою їх застосування, якими керується співробітництво в НАТО.

Робочі семінари, що проводитимуться Групою НАТО, передбачатимуть інформування з правових питань та дискусії щодо тих заходів, які необхідно буде здійснювати. Країни-претенденти зможуть надати інформацію стосовно існуючих правових механізмів та заходів, які необхідно буде впроваджувати з метою приєднання до цих угод, зокрема стосовно того, чи існують які-небудь конституційні або юридичні бар'єри на шляху їх впровадження.
Країни-претенденти зможуть також надати інформацію з приводу того, чи може внутрішнє законодавство, і яким чином, стати перешкодою на шляху їх безпосередньої та цілковитої інтеграції до діяльності Альянсу. Відповідно можливий обмін інформацією та досвідом з цього питання може відбуватися з усіма країнами-претендентами.